# (7328) Casanova
(7328) Casanova (1984 SC1) – planetoida z grupy pasa głównego asteroid okrążająca Słońce w ciągu 4,11 lat w średniej odległości 2,57 j.a. Odkryta 20 września 1984 roku.